# Pavlovac (Slunj)
Pavlovac je naselje u Republici Hrvatskoj, u sastavu grada Slunja, Karlovačka županija. 

## Stanovništvo
Do pojavljivanja Osmanlija na ovom prostoru oko Pavlovca obitavala su starohrvatska bratstva i/ili plemena. Prostor je opustio tijekom osmanskih osvajanja u 16. stoljeću. Do Velikog Bečkog Rata područje je nenaseljeno, dok je granična linija s kršćanske strane rijeka Korana. Prostor između Korane i današnje bosanske granice bio je ničija zemlja. Pomicanjem granice dalje na istok, prema Cetinu, počela je ponovna kolonizacija. Krajem 17. ili početkom 18. stoljeća u Pavlovac (i Hrvatski Blagaj) naseljeno je hrvatsko stanovništvo najvjerojatnije s područja Gorskog kotara. Pavlovac je ušao u sastav Vojne krajine, gdje se nalazio sve do njene inkorporacije u sastav Civilne Hrvatske 1881. Poslije Drugog svjetskog rata i razaranja selo počinje odumirati. Tijekom Domovinskog rata selo je spaljeno, a stanovništvo protjerano. Malobrojni hrvatski vojnici držali su se sve do pada Slunja, kada su krenuli u riskantno povlačenje prema Velikoj Kladuši. U danima prije pada odbijeni su neprijateljski napadi s druge strane rijeke Korane. Nakon Oluje selo je obnovljeno, ali tendencija pada broja stanovnika se nastavlja.
U Pavlovcu su živjele ili još uvijek žive ove obitelji: Štajduhar, Turkalj, Šoštarić, Mulac, Wolf, Stanišić i Volarić.
Prema popisu stanovništva iz 2001. godine, naselje je imalo 33 stanovnika te 9 obiteljskih kućanstava.

Prema popisu stanovništva 2011. godine naselje je imalo 35 stanovnika,
| broj stanovnika | 270   | 298   | 280   | 342   | 325   | 369   | 293   | 323   | 303   | 185   | 108   | 88    |       |       | 33    | 35    | 19    |
|                 | 1857. | 1869. | 1880. | 1890. | 1900. | 1910. | 1921. | 1931. | 1948. | 1953. | 1961. | 1971. | 1981. | 1991. | 2001. | 2011. | 2021. |

## Znamenitosti
U selu se nalazi crkva sv. Duha i kapela sv. Ane.